# 대수다양체
대수기하학에서 대수다양체(代數多樣體, 영어: algebraic variety)는 국소적으로 다항식들로 주어지는 방정식들의 영점 집합처럼 보이는 공간이다. 고전적 대수기하학에서 다루는 기본적인 대상이다. 미분다양체, 복소다양체, 사교다양체 등은 위상다양체의 일종이나, 대수다양체는 일반적으로 위상다양체가 아님에 주의하라. 영어는 variety와 manifold로, 또한 많은 나라에서 둘은 다른 이름으로 구별되나, 기존 한국어 번역은 둘 다 다양체로 번역하는 바람에 오해의 여지가 생겼다.

## 정의
{\displaystyle K}가 대수적으로 닫힌 체라고 하자.

### 층 이론을 통한 정의
다항식환 {\displaystyle K[x_{1},\dots ,x_{n}]}의 소 아이디얼 {\displaystyle {\mathfrak {p}}\subseteq K[x_{1},\dots ,x_{n}]}에 대하여,
{\displaystyle V({\mathfrak {p}})=\{x\in K^{n}\colon p(x)=0\forall p\in {\mathfrak {p}}\}}
라고 하자. 이 위에는 자리스키 위상 및 다항함수들의 층 {\displaystyle {\mathcal {O}}_{V({\mathfrak {p}})}}을 정의할 수 있다.
{\displaystyle K}에 대한 대수다양체 {\displaystyle (X,{\mathcal {O}}_{X})}는 다음과 같은 순서쌍이다.:32, Definition 2.4.1, 2.4.4
- {\displaystyle X}는 위상 공간이다.
- {\displaystyle {\mathcal {O}}_{X}}는 {\displaystyle X} 위의, 결합 가환 {\displaystyle K}-대수들의 층이다.

이 데이터는 다음 세 조건들을 만족시켜야 한다.
- (국소 아핀 조건) {\displaystyle X} 위에, 다음 조건을 만족시키는 열린 덮개 {\displaystyle \{U_{i}\}_{i\in I}}가 존재한다.
  - 각 {\displaystyle i\in I}에 대하여, {\displaystyle (U_{i},{\mathcal {O}}_{X}|_{U_{i}})}는 {\displaystyle K^{n}} 위의 어떤 아이디얼 {\displaystyle {\mathfrak {p}}_{i}\subset K[x_{1},\dots ,x_{n}]}과 동형이다.
- (기약성) {\displaystyle X}는 기약 공간이다.
- (분리성) 대각 부분 집합 {\displaystyle \Delta \subset X\times X}가 닫힌집합이다.

국소적으로 아핀 대수다양체와 동형인 환 달린 공간이다. 즉, 환 달린 공간 {\displaystyle X} 위에 열린 덮개 {\displaystyle \{U_{\alpha }\}}가 존재하여, {\displaystyle U_{\alpha }} 각각이 아핀 대수다양체를 이루는 경우다.

### 스킴 이론을 통한 정의
이 정의는 스킴 이론을 사용하여 서술할 수 있다. 대수적으로 닫힌 체 {\displaystyle K}에 대하여, {\displaystyle K}-대수다양체는 다음 조건들을 모두 만족시키는 {\displaystyle K}-스킴 {\displaystyle X\to \operatorname {Spec} K}이다.:105
- 기약 스킴이다. 이는 대수다양체를 기약 대수 집합으로 국한시키는 것이며, 위상 공간으로서의 연결성보다 더 강한 조건이다.
- 축소 스킴이다. 이는 {\displaystyle K[x,y]/(y^{2})}와 같은 멱영원의 부재를 의미한다. 이러한 멱영원은 기하학적으로 싹으로 해석할 수 있다.
- 분리 스킴이다. 예를 들어, 두 개의 아핀 직선 {\displaystyle \mathbb {A} _{K}^{1}}을, 0을 제외한 열린 집합 {\displaystyle \mathbb {A} _{K}^{1}\setminus \{0\}}에서 이어붙여, 원점이 두 개가 있는 아핀 직선을 만들 수 있는데, 이는 분리 스킴이 아니다.[2]:75–76, Example 2.3.6 이는 위상 공간의 하우스도르프 조건에 대응한다.
- 사상 {\displaystyle X\to \operatorname {Spec} K}는 유한형 사상이다. 이는 대수다양체가 국소적으로 다항식환 {\displaystyle K[x_{1},x_{2},\dots ,x_{n}]}의 몫대수의 꼴임을 뜻하며, 이에 따라 대수다양체는 유한한 차원을 갖는다.

## 종류
고전적 대수기하학에서는 보통
- 아핀 다양체(affine多樣體, 영어: affine variety)
- 준아핀 다양체(準affine多樣體, quasi-affine variety)
- 사영 다양체(射影多樣體, 영어: projective variety)
- 준사영 다양체(準射影多樣體, 영어: quasi-projective variety)

를 정의한다.

### 아핀 다양체
{\displaystyle K}가 대수적으로 닫힌 체 (복소수체 등)라고 하자. {\displaystyle \mathbb {A} _{K}^{n}=\operatorname {Spec} K[x_{1},\dots ,x_{n}]}이 {\displaystyle K}에 대한 아핀 공간이라고 하자. 그렇다면 다음을 정의할 수 있다.
- 아핀 대수 집합은 {\displaystyle \mathbb {A} _{K}^{n}}의 축소 닫힌 부분 스킴이다.
- 아핀 다양체는 {\displaystyle \mathbb {A} _{K}^{n}}의 기약 축소 닫힌 부분 스킴이다.
- 준아핀 다양체는 어떤 아핀 다양체의 기약 축소 열린 부분 스킴이다.

고전적으로, {\displaystyle S}가 다항식환 {\displaystyle K[x_{1},\dots ,x_{n}]}의 부분 집합이라고 할 때, {\displaystyle V(S)\subset \mathbb {A} ^{n}}가 {\displaystyle S}의 원소들의 근의 교집합이라고 하자. 즉
{\displaystyle V(S)=\{x|f(x)=0\forall f\in S\}}
이다. 그렇다면 아핀 대수 집합(affine代數集合, affine algebraic set) {\displaystyle X\subset \mathbb {A} ^{n}}이란 {\displaystyle X=V(S)}인 {\displaystyle S\subset K[x_{1},\dots ,x_{n}]}이 존재하는 부분 집합이다. 아핀 다양체는 두 개의 아핀 대수 집합의 자명하지 않는 합집합(즉, 둘 중 하나가 다른 하나의 부분집합이 아닌 경우)으로 나타낼 수 없는 아핀 대수 집합이다.
아핀 대수 집합에는 자리스키 위상이라는 자연스러운 위상이 존재한다. 따라서 모든 아핀 대수 집합은 위상 공간을 이룬다.
준아핀 다양체는 아핀 다양체의 (자리스키 위상에 따라) 열린 집합이다.

### 사영 다양체
{\displaystyle K}가 대수적으로 닫힌 체 (복소수체 등)라고 하자. {\displaystyle \mathbb {P} _{K}^{n}=\operatorname {Proj} K[x_{0},x_{1},\dots ,x_{n}]}이 {\displaystyle K}에 대한 사영 공간이라고 하자. 그렇다면 다음을 정의할 수 있다.
- 사영 대수 집합은 {\displaystyle \mathbb {P} _{K}^{n}}의 축소 닫힌 부분 스킴이다.
- 사영 다양체는 {\displaystyle \mathbb {P} _{K}^{n}}의 기약 축소 닫힌 부분 스킴이다.
- 준사영 다양체는 어떤 사영 다양체의 기약 축소 열린 부분 스킴이다.

고전적으로, {\displaystyle S\subset K[x_{1},\dots ,x_{n}]}이 동차 다항식으로만 이루어져 있다고 하자. 그렇다면 {\displaystyle V(S)}가 {\displaystyle S}의 원소들의 근의 교집합이라고 하자. 즉
{\displaystyle V(S)=\{x|f(x)=0\forall f\in S\}}
이다. (다항식이 동차 다항식이 아닌 경우에는 사영 공간에서의 근을 정의할 수 없다.) 사영 대수 집합(射影代數集合, 영어: projective algebraic set) {\displaystyle X\subset \mathbb {A} ^{n}}이란 {\displaystyle X=V(S)}인 동차 다항식 부분 집합 {\displaystyle S\subset K[x_{1},\dots ,x_{n}]}이 존재하는 부분 집합이다. 사영 다양체는 두 개의 사영 대수 집합의 자명하지 않는 합집합(즉, 둘 중 하나가 다른 하나의 부분 집합이 아닌 경우)으로 나타낼 수 없는 사영 대수 집합이다. 준사영 다양체는 사영 다양체의 (자리스키 위상에 따라) 열린 집합이다.

## 성질
대수적으로 닫힌 체 {\displaystyle K} 위의 대수다양체들에 대하여, 다음 포함 관계가 성립한다.
아핀 다양체 ⊊ 준아핀 다양체  ⊊ 준사영 다양체 ⊊ 대수다양체 ⊊ {\displaystyle K}-스킴
사영 다양체 ⊊ 준사영 다양체 ⊊ 대수다양체 ⊊ {\displaystyle K}-스킴
아핀 다양체 ⊊ 아핀 대수 집합 ⊊ {\displaystyle K}-스킴
사영 다양체 ⊊ 사영 대수 집합 ⊊ {\displaystyle K}-스킴
이는 아핀 공간 {\displaystyle \mathbb {A} ^{n}}이 사영 공간 {\displaystyle \mathbb {P} ^{n}}의 자리스키 열린 집합이기 때문이다.
일반적으로 아핀 다양체는 사영 다양체일 필요가 없고, 반대로 사영 다양체는 아핀 다양체일 필요가 없다. 아핀/사영 다양체가 아닌 아핀/사영 대수 집합은 대수다양체가 아니다. 또한, 준사영 다양체가 아닌 대수다양체가 존재한다.

### 영점 정리
힐베르트 영점 정리에 따르면, 아핀 다양체 {\displaystyle X=\operatorname {Spec} R}의 부분 대수다양체들은 정역 {\displaystyle R}의 소 아이디얼들과 일대일 대응하며, {\displaystyle X}의 부분 대수 집합들은 {\displaystyle \Gamma (X,{\mathcal {O}}_{X})}의 반소 아이디얼들과 일대일 대응한다.
마찬가지로, 사영 다양체 {\displaystyle X=\operatorname {Proj} R}의 부분 대수다양체들은 등급환 {\displaystyle R}의 동차 소 아이디얼과 일대일 대응하며, 부분 대수 집합들은 {\displaystyle R}의 동차 반소 아이디얼들과 일대일 대응한다.
이는 범주론적으로 다음과 같이 해석할 수 있다. 대수적으로 닫힌 체 {\displaystyle K}에 대한 아핀 다양체의 범주 {\displaystyle \operatorname {Aff} _{K}}의 반대 범주 {\displaystyle \operatorname {Aff} _{K}^{\operatorname {op} }}는 다음과 같은 범주와 동치이다.:20, Corollary 3.8
- 대상은 정역인 유한 생성 {\displaystyle K}-단위 결합 대수이다.
- 사상은 {\displaystyle K}-단위 결합 대수의 준동형이다.

## 역사
아핀 다양체는 고대부터 유클리드 공간의 초곡면으로 오랫동안 연구되었다. 이후 복소수의 등장으로 대수기하학이 대수적으로 닫힌 체에서 훨씬 더 쉽다는 사실이 발견되었고, 또 사영기하학이 발달하면서 사영 공간 속의 (준)사영 다양체의 개념이 대두되었다.
"국소적으로 아핀 다양체와 동형인 공간"이라는, 대수다양체의 추상적인 정의는 앙드레 베유가 1946년에 제안하였다.:105, Remark 4.10.2 베유는 원래 추상적 대수다양체의 개념을 야코비 다양체를 정의하려고 정의했는데,:105, Remark 4.10.2 베유는 야코비 다양체가 사실 (준)사영 대수다양체라는 것을 보일 수 없었다. 이후 1954년에 저우웨이량이 사실은 사영 다양체라는 것을 보였고,:105, Remark 4.10.2 1956년에 나가타 마사요시가 준사영 다양체가 아닌 대수다양체가 존재함을 증명하였다.
베유 이후, 1955년에 장피에르 세르가 대수다양체를 환 달린 공간의 개념을 사용하여 재정의하였다. 이 정의는 복소수에 대한 기존의 복소 대수기하학을 임의의 체 위에서도 할 수 있는 토대를 마련하였다. 이후 알렉산더 그로텐디크의 스킴 이론이 등장하면서, 대수다양체는 적절한 성질을 만족시키는 스킴으로 다시 한 번 재정의되었다.

## 같이 보기
- 다양체
- 매끄러운 다양체
- 복소다양체
- 대수 곡선
- 대수 곡면
- 스킴 (수학)